# إي. بوب باسيت
إي. بوب باسيت هو سياسي أمريكي، ولد في 7 فبراير 1935 في جاكسونفيل في الولايات المتحدة. نشط حزبياً في الحزب الجمهوري. وقد انتخب عضو مجلس نواب فلوريدا ‏.